# Іїдзуна (Наґано)

36°45′18″ пн. ш. 138°14′8″ сх. д. / 36.75500° пн. ш. 138.23556° сх. д.
Іїдзу́на (яп. 飯綱町, いいづなまち, МФА: [iːd͡zuna mat͡ɕi̥]) — містечко в Японії, в повіті Камі-Міноті префектури Наґано. Станом на 1 квітня 2009 площа містечка становила 75,31 км². Станом на 1 липня 2011 населення містечка становило 11 713 осіб.